# LMP – Magyarország Zöld Pártja
Az LMP – Magyarország Zöld Pártja (röviden Zöldek) 2009-ben alakult magyarországi párt. Eredeti neve 2020-ig Lehet Más a Politika (röviden LMP) volt. Alapítónyilatkozata szerint a liberális, balközép és közösségelvű konzervatív politikai hagyományokból is építkező, de önmagában koherens, ökológiai és radikális demokrata politikai irányvonalat követ.
A legfontosabb kérdéseknek a részvételi és képviseleti demokrácia minőségét, a társadalmi igazságosságot, valamint a környezetvédelem és az ökológiai fenntarthatóság kérdéseit tekintik.
A párt fő témái a környezetvédelem és a fenntartható fejlődés mellett a jelenlegi politikai elit korrumpálódása, a baloldali-jobboldali felosztás értelmetlensége. Célja a társadalom és a politikai elit közötti távolság csökkentése. 2010-ben a párt 7,48%-ot ért el az országgyűlési választás első fordulóján, így bekerült az Országgyűlésbe.
2011 novemberében az Európai Zöld Párt párizsi kongresszusán az LMP-t felvették teljes jogú tagnak.
2020. február 8-án a párt nevet módosított, innentől a Lehet Más a Politika helyett az LMP – Magyarország Zöld Pártja nevet használják, a hivatalos rövidítés a korábbi LMP-ről Zöldekre változott.

## Története

### Társadalmi kezdeményezés
A maga elé a magyar politika megreformálását célul tűző, 2008-ban létrehozott szervezet (saját terminológiájában „társadalmi kezdeményezés”) ideológiájában a zöld pártokhoz közelálló mozgalom – az Élőlánchoz hasonlóan, de attól függetlenül – részben a Védegyletből vált ki. A 2009-es ENSZ éghajlatváltozási keretegyezmény konferenciájának ideje alatt a világ számos országában szerveztek megmozdulásokat, ilyen a budapesti Hősök terén megtartott performansz is.

### Párttá alakulás és a 2009-es EP-választás
Az LMP tagjai Esztergom-Búbánatvölgyben, egy panzióban döntöttek a párttá alakulásról, itt fogadták el a párt megszervezését célzó folyamat alapító nyilatkozatát. Az LMP 2009. február 14-én, a Művészetek Palotája éttermében tartott megbeszélés alkalmával alakult párttá. A pártot február 26-án jegyezték be hivatalosan, ennek sajtótájékoztatóján a szóvivők egyúttal bejelentették indulásukat az európai parlamenti választáson is. A Humanista Párttal közösen indított Szabó Tímea vezette listájukat (LMP+HP) március 19-én mutatták be.
A pártot kis összegű adományokból kívánják finanszírozni. Ennek megfelelően már a párttá alakulást megelőzően internetes adománygyűjtési akciót hirdettek, melynek során február 19-ig 1600 adományozó összesen 1,17 millió forinttal támogatta az LMP-t. A Magyarországon újnak számító eszközökkel operáló akció, amelyet kampányhonlap és egy a YouTube-on megjelent vírusvideó is támogatott, módszereiben Barack Obama elnökválasztási kampányát idézte. Az LMP kezdeményezte, hogy a pártok 50 millió forintban maximálják kampánykiadásaikat. A többi párt közül egyedül a Fidesz reagált pozitívan, és végül nem született megállapodás.
Az európai parlamenti kampány során az Európai Zöld Párt támogatásukról biztosították az LMP-t, és május 1-jén Daniel Cohn-Bendit személyesen kampányolt az új ökopárt mellett. A választáson végül 2,6%-os eredményt ért el az LMP+HP lista, amellyel – az SZDSZ-t megelőzve – ötödik lett a pártok közül, de a mandátumszerzéshez szükséges 5%-ot nem érte el. A párt 18 millió forintot költött a kampányra.

### A 2009-es EP-választást követő időszak
A párt vezetői már az EP-választás előtt, illetve az eredmények megismerése után is világossá tették, hogy az LMP indulni kíván a 2010-es országgyűlési és önkormányzati választáson. Amennyiben bekerül a parlamentbe, ellenzékben kíván politizálni.
2009. július 4–5-ei 2. kongresszusán az LMP úgy döntött, hogy benyújtja megfigyelői státusz iránti kérelmét az Európai Zöld Párthoz (EGP). Szeptember 19-20 között megtartották a párt 3., tisztújító kongresszusát. A kongresszuson új választmányt választottak, módosították a párt alapszabályát, megtárgyalták a 2010-es magyarországi országgyűlési választásra való felkészülés menetrendjét, valamint elfogadták az Európai Zöld Párt alapelveit tartalmazó chartát és alapszabályát. Október 18-án az Európai Zöld Párt malmői kongresszusán az LMP-t megfigyelő státuszban felvették a pártcsalád tagjai közé.

### 2010-es országgyűlési választás
Az LMP 2010. január 31-én megtartott 5. kongresszusán a tagok megszavazták a 2010-es magyarországi országgyűlési választáson induló országos listát. A Lehet Más a Politika megalakulása óta szorgalmazza a kampányfinanszírozás reformját. Karácsony Gergely kampányfőnök első lépésként javaslatot tett a pártok kampányfőnökeinek a nyílt kampányszámla bevezetésére. A javaslatra válasz nem érkezett, de az LMP egyedül is vállalta, hogy – az adatvédelmi szempontok betartása mellett – nyilvánosságra hozza a kampánnyal kapcsolatos kiadásait és bevételeit.
Az 5. kongresszuson döntöttek a 2010-es választás országos listájáról. A listavezető Schiffer András lett, Jávor Benedek, Szabó Rebeka, Mile Lajos, Ivády Gábor és Szabó Tímea előtt.

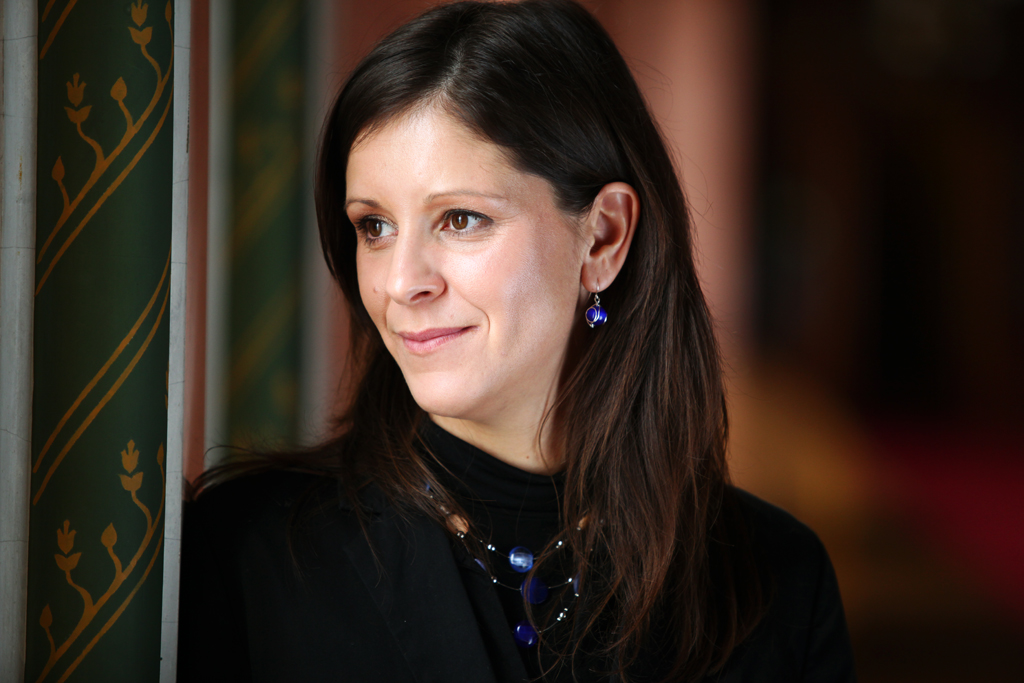
Szél Bernadett

A 2010-es parlamenti választás előtt a Humanista Párt bejelentette szakítását az LMP-vel. Várady Tibor, a Humanista Párt elnöke szerint a szakítás oka:
„Volt egy belső ok, amiért nem folytattuk, az, hogy újjászervezzük a Humanista Pártot. A másik, hogy azt látjuk, hogy az LMP egyre inkább egy mainstreamebb vonalat képvisel, amiben a rendszerkritika csak egy vissza-visszatérő fűszer. Időről időre mondanak szimpatikus dolgokat, de az alapvető irány nem ez. Ehhez nem tudtunk csatlakozni.”
2010. március 24-én megjelent a párt részletes (220 oldal) programja, amelyet sajtótájékoztatón mutattak be. Április 11-én, a választás első fordulójában a párt, a negyedik legerősebb erőként, bekerült a Magyar Országgyűlésbe. A választás után a párt megalakulásának helyén, Búbánatvölgyben alakult meg az LMP Országgyűlési frakciója.
16 fős képviselőcsoportjukat, amelynek egy ideig Kukorelly Endre költő is tagja volt, Schiffer András vezeti. 2010. októberében Ivády Gábor kilépett a pártból és a frakcióból. Ezzel a képviselőcsoport létszáma 15 főre csökkent.

### Az LMP–PM szakadás

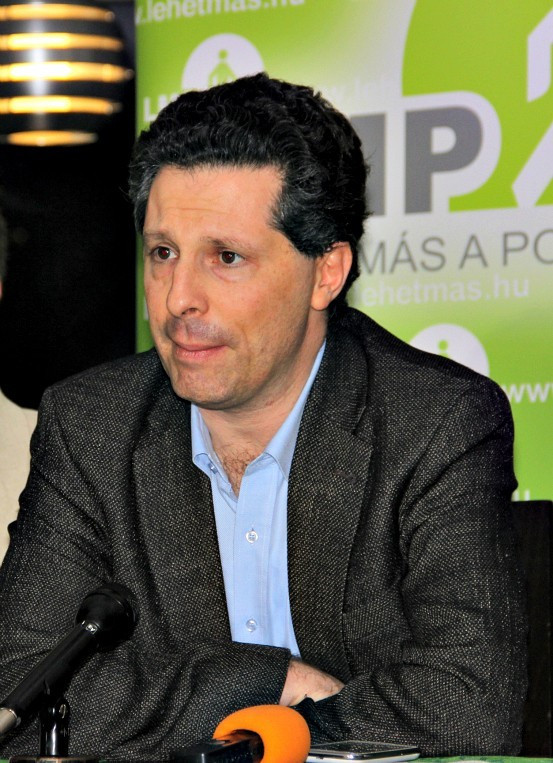
Schiffer András

2011 decemberében a sajtószabadságért folytatott tüntetések során létrejött az „Egymillióan a Magyar Sajtószabadságért” (Milla) csoport, akik 2012. március 15-én már jelentékeny politikai erőt képviselve, több tízezres ellenzéki tüntetést szerveztek. A Milla csoport és a Bajnai Gordon, korábbi miniszterelnök vezette Haza és Haladás Egyesület, valamint a Magyar Szolidaritás Mozgalom szövetségeként jött létre aztán az Együtt 2014, a megalakulás hírét ünnepélyes keretek közt, a 2012 október 23-i tüntetésen jelentették be, amit a Milla szervezett, és ahol Tamás Gáspár Miklós is felszólalt.
A megalakulását követően, még 2012 októberében a Bajnai Gordon vezette Együtt 2014 csatlakozásra hívta fel az LMP-t, ami megosztotta a párt tagságát, illetve először a vezetőségét. Az LMP novemberi kongresszusának két irány közül kellett döntenie: az egyik – Schiffer András által is támogatott – javaslat kizárta volna a csatlakozást, bizonyos feltételek teljesülése esetén megengedve a tárgyalást más kérdésekben; a másik szerint – mely mögött mások mellett a frakcióvezetés: Jávor Benedek, Karácsony Gergely és Szabó Tímea állt – az LMP megkezdhette volna a tárgyalásokat, egy későbbi időpontra tolva a döntést a tényleges csatlakozásról. Hosszas kongresszusi vita után a küldöttek többsége az első irány mellett állt ki, kizárva az Együtt 2014-hez való csatlakozást. E kongresszusi döntést követően Jávor Benedek frakcióvezető és Karácsony Gergely frakcióvezető-helyettes lemondott tisztségéről. Ezután a Bajnaival való stratégiai tárgyalás hívei létrehozták a Párbeszéd Magyarországért Platformot.
A párt 2013. január 26-i kongresszusa nagy többséggel megerősítette a novemberi döntést, mely szerint nem lépnek szövetségre az Együtt 2014-gyel. Karácsony Gergely aznap este közzétette, hogy kilép. Másnap Jávor Benedek közölte, hogy a Párbeszéd Magyarországért platform kilép, és egy új, baloldali zöld pártot hoznak létre, melynek később a Párbeszéd Magyarországért nevet adták. A kilépők száma a két oldal szerint 70–130 fő, ami a párt tagságának mintegy 10–20%-a; Schiffer András frakcióvezető szerint nem történt pártszakadás, mivel csak a tagság kis része távozott.

### Az LMP frakció megszűnése, majd újjáalakulása
A „pártszakadás” során, 2013 január, a 15 fős parlamenti frakcióból 8 képviselő lépett ki, megtartva mandátumát, így a képviselőcsoport létszáma a minimálisan előírt 12 alá csökkent, és a frakció megszűnt. A házszabály értelmében a képviselők így függetlenné váltak. Hónapokkal később viszont, amikor az Alkotmánybíróság egy döntését úgy indokolta (a DK frakcióalakítási kérelmével kapcsolatban), hogy "az olyan pártlistához tartozó képviselőket, amelyeknek pártja öt százalék feletti eredményt ért el a választásokon, mindenképpen megilleti a frakcióalakítás joga", Schiffer András társelnök nyomban az AB-hoz fordult, hogy az LMP-t megilleti a frakcióalakítás joga, és a döntés hamarosan meg is született, aminek nyomán az LMP-nek ismét lett frakciója – 2013 szeptemberétől.

### A 2014-es országgyűlési és európai parlamenti választás után
Az LMP önállóan indult a 2014. április 6-án tartott országgyűlési választáson és 5,38%-os támogatottságot kapott, így öt mandátumot szerzett az új országgyűlésben. Ezzel az eredménnyel a párt benne volt abban a négy listában, ami mandátumot nyert. Frakcióvezetőjük ismét Schiffer András, frakcióvezető-helyettesük pedig Szél Bernadett lett. A lista harmadik helyéről bejutó Sallai Róbert Benedek a Fenntartható fejlődés bizottságának elnöke lett.
A 2014-es európai parlamenti választáson május 25-én a párt 5,04%-os támogatottságot kapott, ami egy képviselői helyre lett elegendő az Európai Parlamentbe, ezt a listavezető Meszerics Tamás nyerte el. Ezzel az első magyarországi tagja lett a Zöldek/Európai Szabad Szövetség frakciójának (Jávor Benedekkel közösen), az erdélyi Tőkés László 2007 és 2009 között volt a képviselőcsoport első magyar tagja.
Az ugyanez évben megtartott önkormányzati választásokon a párt országos szinten körülbelül 5%-os eredményt ért el, összesen negyvennégy képviselői helyet megszerezve. A legjobb eredményük Szekszárdon született, ahol Hadházy Ákos 40%-ot ért el, így 6%-kal csúszott le a polgármesteri székről.

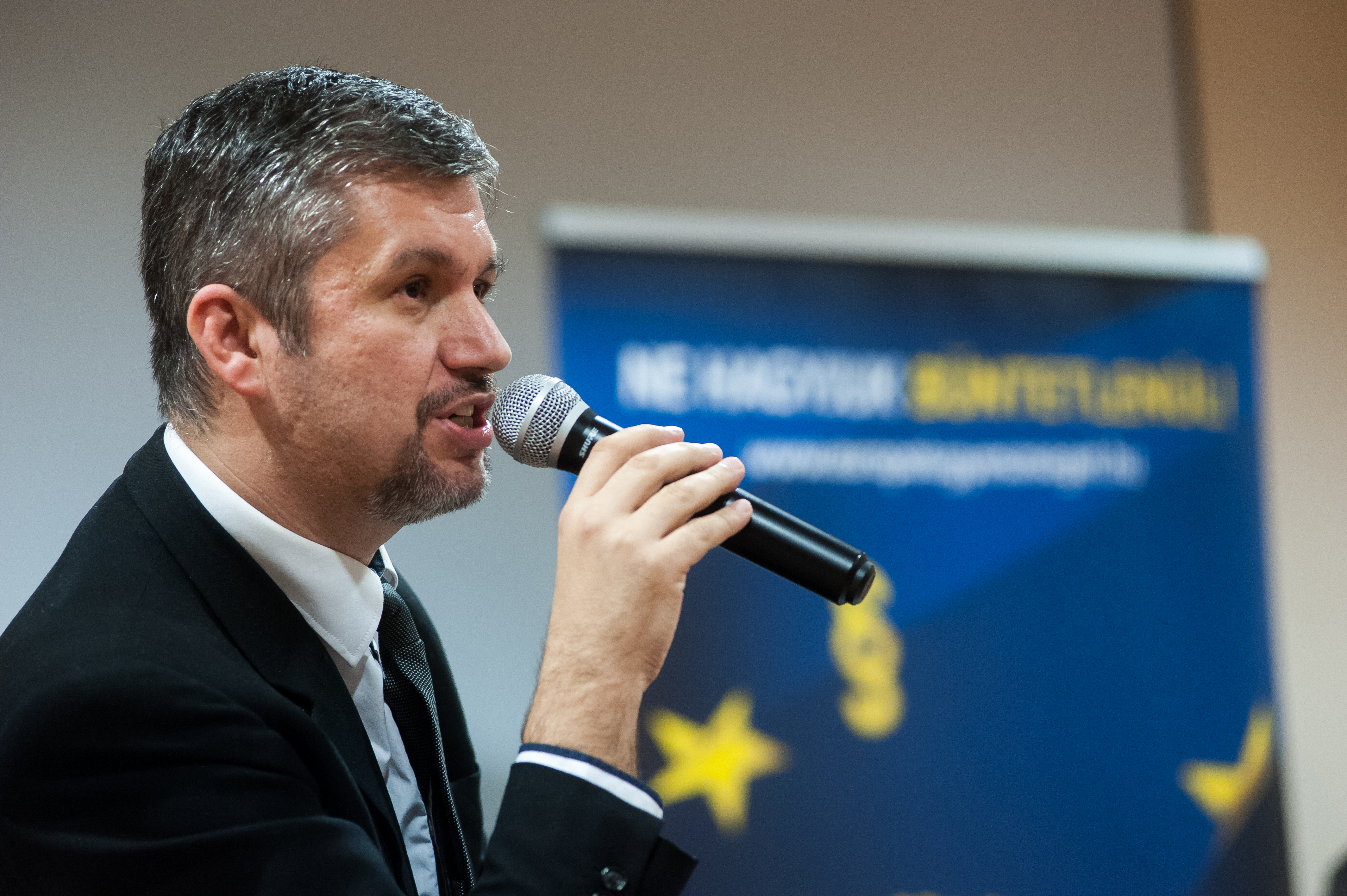
Hadházy Ákos

A 2016-os júliusi LMP-s pártelnöki választáson Hadházy Ákost választották meg az LMP társelnökévé, aki bekerült a magyar parlamentbe és országgyűlési képviselő lett.
A 2016-os szeptemberi LMP frakcióvezetői választáson Schmuck Erzsébetet választották meg.

### A 2018-as országgyűlési választás után
2017. decemberében Szél Bernadett és Gémesi György megállapodtak, és közösen indulnak az Új Kezdet párttal a 2018-as magyarországi országgyűlési választáson.
Az LMP 7,1%-ot kapott a 2018-as országgyűlési választásokon ezzel 8 helyet szerzett a 199 fős parlamentben, ebből 1 főt egyéniben – ez Csárdi Antal lett.
Sallai Róbert Benedek összetűzésbe keveredett Hadházy Ákossal, mert állítása szerint „hónapok óta fillérekért árulják az LMP-t és annak minden alapelvét”. Hadházy Ákos lemondott a társelnöki tisztségről, Sallai Róbert Benedeket felszólították a távozásra. 2018. július 20-án LMP etikai bizottsága Szél Bernadett társelnököt és Ungár Péter országgyűlési képviselőt három évre eltiltotta minden párttisztségtől. A döntéshozók azért büntették a két politikust, mert az április 8-i választás előtt – a kongresszus és a politikai tanács döntésével szembemenve – tárgyalt a választókerületi visszalépésekről, azaz szervezte az ellenzéki koordinációt. Ungárt ezen kívül a Ron Werber kampánytanácsadó szerződése körüli anomáliák miatt is felelősségre vonták, aki – mint egy videóból kiderült – abban bízott, hogy a szerinte szabálytalan szerződés nem fog fizetési kötelezettséget jelenteni Werber felé. Schmuck Erzsébet képviselő kétéves eltiltást kapott. 2018. augusztus 21-én Szél Bernadett lemondott. Október 1-én Szél Bernadett kilépett az LMP-ből és az országgyűlési frakcióból. Szabó Szabolcs szintén kilépett a frakcióból. A párt számos kritikát kapott, amiért lényegében magát „szalámizza fel”, és ezzel csak a Fidesz győzelmét segíti elő.
A párt 2018 októberében tartott tisztújító kongresszusán a korábbi MSZP-s Demeter Mártát választották új női társelnökké Szél Bernadett helyére, mint egyetlen női társelnökjelöltet. Demeter indulását az LMP-n belül is kritizálták, akinek az év júliusában sikerült csak egyáltalán a párt tagjává válnia, miután 2018 tavasza óta ezt az LMP-ből többször is megfúrták. A férfi társelnök Keresztes László Lóránt lett.

### A 2019-es európai parlamenti választás után

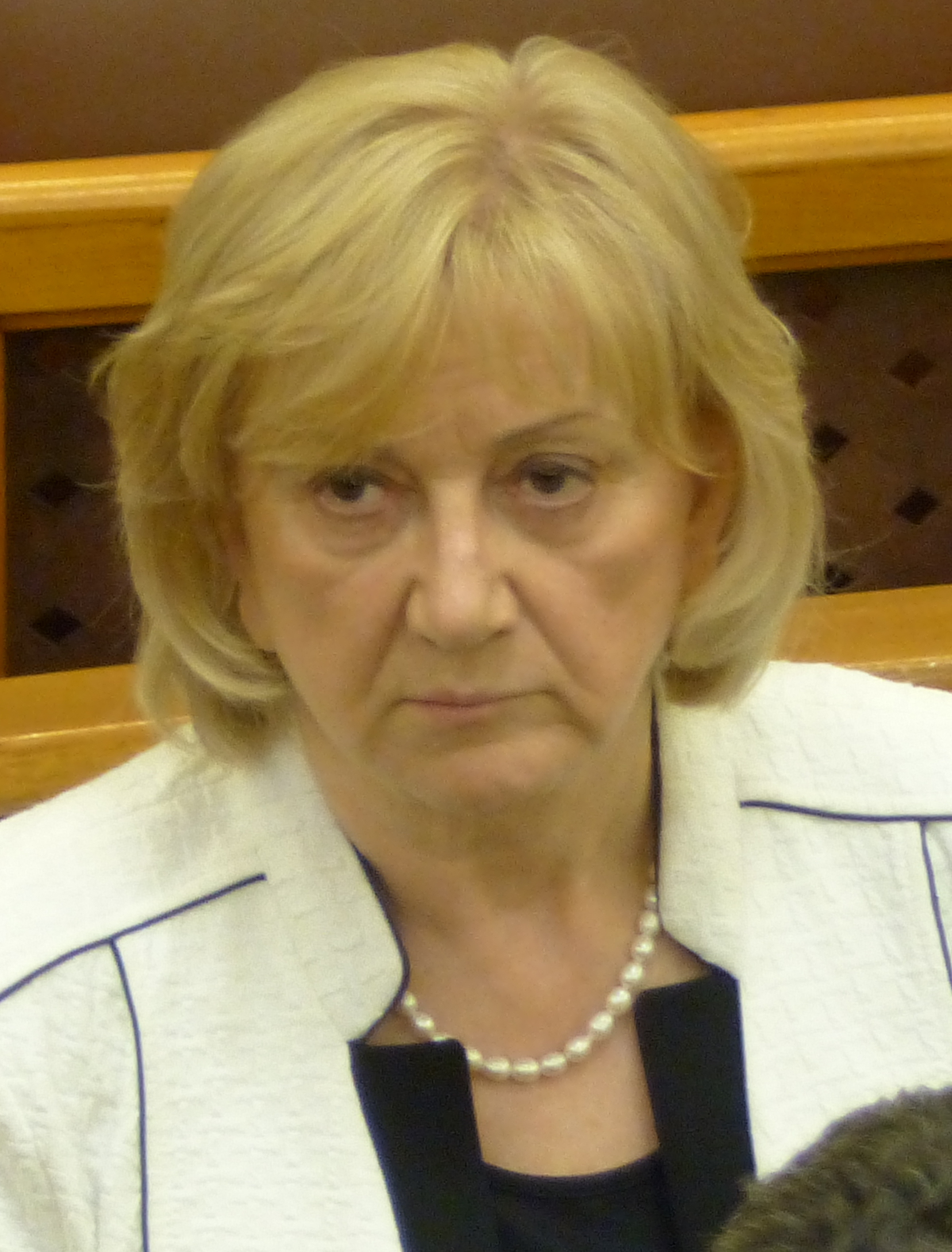
Schmuck Erzsébet

2019. május 26-án rekord részvétel volt az EU-parlamenti választáson, az LMP azonban mindössze 2,18%-ot kapott, így nem szerzett mandátumot. Ezt azzal magyarázták, hogy a 2018-as évben a párt támogatottsága jelentősen visszaesett. A kudarcos választás után lemondott az LMP teljes elnöksége. Az alig egy éves pártelnökök, Demeter Márta és Keresztes László Lóránt helyeit Schmuck Erzsébet és Kendernay János vették át. 2019 októberében rehabilitálták az LMP 2018-ban szankcionált politikusait, aminek értelmében az akkori eltiltásaikat eltörölték. Ezzel egy időben rendezték a párttal perben álló Ron Werber  kampánytanácsadó követelését, amivel a per is véget ért.

### 2020-as tisztújítás
A 2020. augusztus 30-án tartott tisztújításon Kanász-Nagy Máté lett az LMP férfi társelnöke, míg a női társelnök maradt Schmuck Erzsébet.

### 2022-es országgyűlési választás

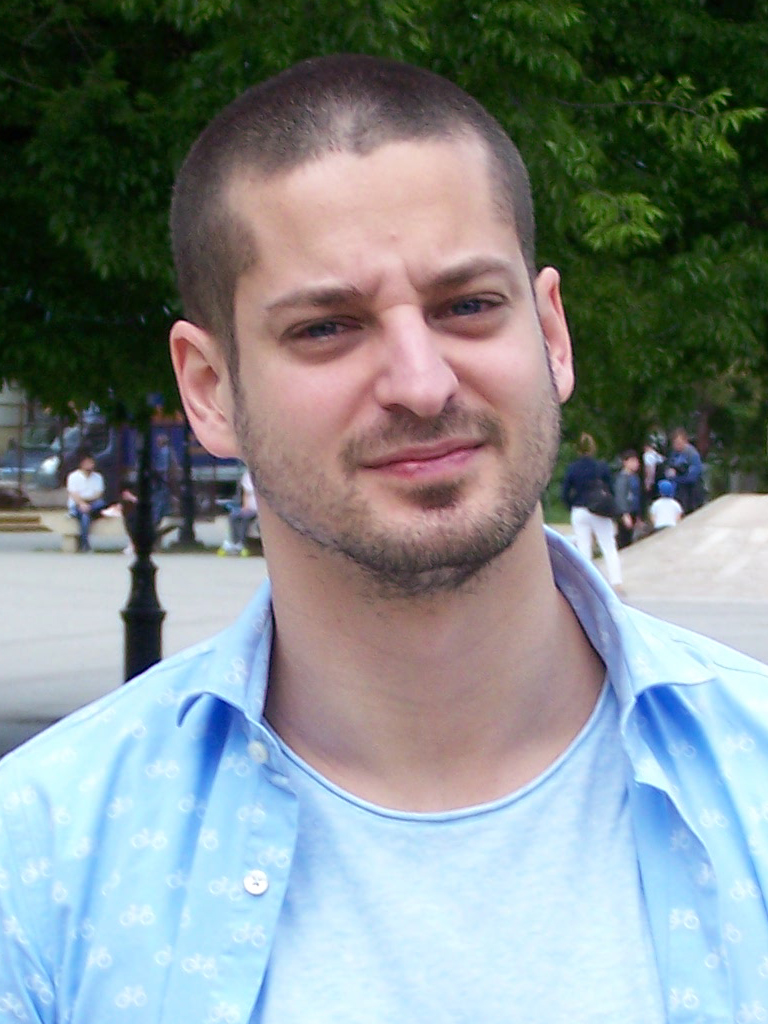
Ungár Péter

A 2022-es magyarországi országgyűlési választáson az Egységben Magyarországért nevű pártszövetség tagjaként indult. A választás előtt a 2021-es magyarországi ellenzéki előválasztáson az LMP részéről Karácsony Gergely indult a miniszterelnök-jelöltségért, ezt azonban Márki-Zay Péter szerezte meg. A pártszövetség második lett a választáson; Kanász-Nagy Máté helyét a párt élén Ungár Péter vette át, a női társelnök továbbra is Schmuck Erzsébet maradt.

### 2024-es európai parlamenti választás
A 2024-es európai parlamenti választáson az LMP-nek nem sikerült mandátumot szereznie, miután csak 0,87%-ot kapott a választáson, ami minden addiginál alacsonyabb szavazat. Ungár Péter pártelnök a kudarcos választás után belebegtette, hogy felhagy a politizálással, majd később azt is bejelentette, hogy a párt nézetkülönbség miatt kilép az Európai Zöld Pártból. Schmuck Erzsébet és Keresztes László Lóránt a választás után bejelentették kilépésüket az LMP-ből, indoklásaikban Ungár Pétert, annak LMP-t kisajátító viselkedését, és a párt kudarcos működését kritizálták, de Keresztes a frakció tagja maradt. A párt augusztus 24-én tartott tisztújításán Szabó-Kellner Katalin lett a női társelnök Ungár Péter társelnök mellett.

### Frakciómegszűnés
2024 októberében Csárdi Antal jelentette be, hogy kilép az LMP-ből, ezzel pedig a párt parlamenti frakciója is megszűnik. Csárdi azért döntött a kilépés mellett, mert elmondása szerint a 2024-es önkormányzati választás idején feltehetően egy képernyőfotót látott Rogán Antal, Vitézy Dávid és Ungár Péter egyeztetéséről, amit Vitézy főpolgármester-jelölti kampánya kapcsán folytattak. A kép viszont a bejelentésekor már nem volt a birtokában és később sem került elő semmilyen Csárdi állításait igazoló bizonyíték. Csárdi szerint mindenki azt gondol erről, amit akar, de szerinte ez megmagyarázza a főpolgármester-választáson történteket, vagyis hogy szerinte Szentkirályi Alexandra és Vitézy Dávid kampánya közös koncepció mentén zajlott, amiről Ungár Péter Rogán Antallal egyeztethetett. A pártból korábban távozó Keresztes László Lóránt bírálta Csárdit, szerinte a bejelentése nehéz helyzetbe hozta a pártot és bizonyítékok nélkül inkább tűnik a saját politikai menekülésének. Az érintettek tagadták Csárdi állításait.
Időközben a párt kiemelt beruházásokról szóló népszavazásának kiírásához szükséges aláírásgyűjtése is kudarcba fúlt.
2025. január 2-án Kendernay János korábbi társelnök is bejelentette kilépését.
2025. február 19-én hivatalosan is megszűnt az LMP parlamenti képviselőcsoportja. Ezzel együtt a párt és társelnöke, Ungár Péter is lényegében eltűnt a nyilvánosságból. Kanász-Nagy Máté szerint a frakció „merénylet áldozatává vált”, szerinte Csárdi valamilyen érdek miatt lépett ki a párt képviselő-csoportjából.
Utóbb kiderült a párt 2024-es pénzügyi beszámolója alapján, hogy az LMP azévi bevételeinek jelentős részét a pártelnök, Ungár Péter testvére, Ungár Anna fizette, ami 145,8 millió forint volt, míg maga a pártelnök további 2 millióval járult a párt 440 millió forintos bevételehez. A pártnak ezzel együtt 520 milliós éves kiadása volt, így 80 milliós veszteséggel rendelkezett.
Ungár Péter egy június 29-én megjelent podcast-beszélgetésben lényegében elismerte, hogy kiszállt az aktív politizálásból és nincs kizárva, hogy az LMP is felszámolja önmagát, de ő maga a párt tagja marad. Augusztusra szintén Kanász-Nagy Máté nyilatkozott úgy, hogy „kisebb csoda kellene” ahhoz, hogy a párt indulhasson a 2026-os országgyűlési választásokon, erről szeptemberben döntenek.

## Szervezeti felépítése
A pártot egy kilenctagú elnökség vezeti. Ennek tagjai a társelnökök (egy női és egy férfi), az elnökség titkára és hat további tag.
A pártot a nyilvánosság előtt a társelnökök képviselik. A területi szervezetek élére elnököket választanak, más pártokhoz hasonlóan létezik etikai és számvizsgáló bizottság is.
A párt harmadik kongresszusa óta rendelkezik Országos Politikai Tanáccsal is, amelynek feladata a választmány ellenőrzése és a tagság felé történő jobb kommunikáció.
A pártnak 2010 márciusában mintegy 500 tagja, 34 helyi szervezete és több ezer regisztrált szimpatizánsa volt, a párt bázisát a 20-50 éves felsőfokú végzettségű, korábban pártokban nem működő civil aktivisták alkották.

### Társelnökei
| Az LMP társelnökei | Az LMP társelnökei      | Az LMP társelnökei    | Az LMP társelnökei |
| Időszak            | Férfi társelnök         | Női társelnök         | Forrás             |
| ------------------ | ----------------------- | --------------------- | ------------------ |
| 2009–2013          | Országos Választmány    | Országos Választmány  |                    |
| 2013–2016          | Schiffer András         | Szél Bernadett        |                    |
| 2016–2018          | Hadházy Ákos            | Szél Bernadett        |                    |
| 2018–2019          | Keresztes László Lóránt | Demeter Márta         | [ 71 ] [ 72 ]      |
| 2019–2020          | Kendernay János         | Schmuck Erzsébet      | [ 73 ]             |
| 2020–2022          | Kanász-Nagy Máté        | Schmuck Erzsébet      | [ 74 ]             |
| 2022–2024          | Ungár Péter             | Schmuck Erzsébet      | [ 75 ]             |
| 2024–              | Ungár Péter             | Szabó-Kellner Katalin | [ 56 ]             |

### Párttagok száma
| A Lehet Más a Politika tagjainak száma | A Lehet Más a Politika tagjainak száma | A Lehet Más a Politika tagjainak száma |
| Év                                     | Tagok száma                            |                                        |
| -------------------------------------- | -------------------------------------- | -------------------------------------- |
| 2010.                                  | kb. 500 fő                             |                                        |
| 2011.                                  | kb. 700 fő                             |                                        |
| 2015.                                  | kb. 1900 fő                            |                                        |
| 2016.                                  | 1756 fő                                |                                        |
| 2019.                                  | kb. 500 fő                             |                                        |

## Ideológia, pártprogram
Alapító nyilatkozata szerint hármas (liberális, baloldali és konzervatív) értékrendet képvisel, ezzel együtt gyakorlati politikájának több elemében szemben áll a korábban kormányzó baloldali és liberális pártokkal (MSZP, SZDSZ). Ugyanakkor egyes szerzők szerint az LMP az 1968-as alapú újbaloldali mozgalmakhoz hasonlít leginkább, köszönhetően globalizációkritikus politikájának, amiben éppenséggel a definíció szerint baloldali politikai elemeket is adaptált a radikális jobboldali Jobbik is osztozik velük multiellenes törekvéseivel.
A határon túli magyarok melletti kiállással az LMP a fentiek mellett következetesen hangoztatja a nemzeti önrendelkezés és a magyar közösségek nyelvi-, és kulturális megmaradásának fontosságát.

## Választási eredményei

### Országgyűlésiválasztások
| Választás | Országos szavazatok száma | Országos szavazatok aránya | Mandátumok száma | Mandátumok aránya | Parlamenti szerepe |
| --------- | ------------------------- | -------------------------- | ---------------- | ----------------- | ------------------ |
| 2010-es   | 383 876                   | 7,48%                      | 16 / 386         | 4,15%             | ellenzék           |
| 2014-es   | 268 840                   | 5,49%                      | 5 / 199          | 2,51%             | ellenzék           |
| 2018-as   | 404 428                   | 7,10%                      | 8 / 199          | 4,02%             | ellenzék           |
| 2022-es1  | 1 947 3311                | 34,44%1                    | 5 / 199          | 2,51%             | ellenzék           |

1Az Egységben Magyarországért részeként.

### Európai parlamentiválasztások
| Választás | Szavazatok száma | Szavazatok aránya | Mandátumok száma | Európai parlamenti csoport                   | Európai párt      |
| --------- | ---------------- | ----------------- | ---------------- | -------------------------------------------- | ----------------- |
| 20091     | 75 522           | 2,61%             | 0/22             | -                                            | -                 |
| 2014      | 116 904          | 5,04%             | 1/21             | Zöldek/Európai Szabad Szövetség (Greens/EFA) | Európai Zöld Párt |
| 2019      | 75 498           | 2,18%             | 0/21             | -                                            | -                 |
| 2024      | 39 529           | 0,87%             | 0/21             | -                                            | -                 |

1A Humanista Párttal közös listán.